# Klemet Persson Foss
Klemet Persson Foss, död efter 1595, var skarprättare i Stockholm åren 1594-1595.
Foss föddes i Norrköping och hade varit ryttare vid Upplandsfanan. Han var en dömd hästtjuv som dömdes av rådstugan i Stockholm till hängning. Stadens bödel hade bara en månad tidigare stenats till döds, varför staden var i starkt behov av en ny skarprättare. Foss uppgav inför rätten att han hade erfarenhet av detta yrke, då han enligt egen utsago tjänstgjort som bödel i Tyskland. Foss benådades och istället avlade han sin bödelsed och genomförde mästerprovet den 3 juni 1594. Han beskrevs i protokollet bära praktfulla kläder i sin tjänst.
Han fortsatte sin kriminella verksamhet och anklagades för att begått omfattande stölder ur flera handelsbodar i staden. Även hans fru utpekades som tjuv. Han avrättades med stor sannolikhet av sin ersättare i Stockholm efter 1595. 
Foss omnämns som bödel i Stockholms stads tänkeböcker.